# María Teresa Nidelcoff
María Teresa Nidelcoff (Maggiolo, Santa Fe, 23 de octubre de 1937) es un escritora y activista argentina, autora del libro “Maestro Pueblo, maestro gendarme”, con 26 ediciones publicadas en 3 idiomas.

## Breve reseña
Nidelcoff es Profesora de Historia egresada de la Facultad de Humanidades de la Universidad Nacional de Rosario. Trabajó como docente en cursos primarios, secundarios y superior.
En el año 1965 se va a vivir a Barrio Godoy y realiza una tarea con niños pobres de un barrio humilde cercano, con quien editaba e imprimía una revista. De esa y otras experiencias con niños de la clase trabajadora surge su libro "Maestro Pueblo o Maestro Gendarme". Posteriormente integró una Comunidad en Barrio Franchetti.
Su obra está dirigida a la formación de educadores comprometidos (maestros pueblo) para contrarrestar la formación del educador tradicional de las clases dominantes  a las que llama maestros gendarmes. Tratar de sustituir una actitud policial y castradora por una actitud creativa de "compromiso" con la cultura  del estudiante.

## La escuela Santa Lucía
María Teresa fue la fundadora y primera directora de la escuela que funcionó en un barrio muy humilde,  situado en la periferia de la ciudad de Rosario ( Barrio Santa Lucía). La escuela Santa Lucía fue construida en 1973 por los padres de los alumnos y estaba cargada compromiso social, lo cual le daba características propias a lo que fue su desarrollo pedagógico, en el contexto de una comunidad extremadamente pobre. Al mismo tiempo esa carga que portaba la escuela desde su nacimiento ponía a sus integrantes en el lugar de “peligrosos” a los ojos de las autoridades.
En 2014 la escuela Santa Lucía festejó sus primeros 40 años de trabajo ininterrumpido. La institución donde estudian más de 500 alumnos festejó su aniversario incluyendo una videoconferencia con su creadora Nidelcoff.

## Libros
Su primer libro fue "La escuela y la comprensión de la realidad : ensayo sobre la metodología de las ciencias sociales".  Este libro registra 20 ediciones publicadas entre 1971 y 1998 en tres idiomas. También es autora de “Una escuela para el pueblo”; “Las ciencias Sociales en la escuela”, pero sin duda su obra más prominente es , “Maestro Pueblo, maestro gendarme”.

## Maestro Pueblo o Maestro Gendarme
Este libro registra 26 ediciones publicadas entre 1974 y 1997 en 3 idiomas. María Teresa Nidelcoff nos habla de maestros gendarmes, maestros neutros y maestros pueblo. El primero cuida las fronteras de la clase, piensa que no hay nada que cambiar, su objetivo es mantener el statu quo, usa didácticas y pedagogías coherentes con ese perfil. El maestro pueblo, agente de cambio, comprometido con el desarrollo de la conciencia crítica suya y de sus alumnos para intentar modificar situaciones alienantes o al menos resignificarlas. Utiliza didáctica y pedagogía congruente con su objetivo, privilegiando lo grupal sin desmerecer lo individual. Tiene en cuenta la familia del alumno y la respeta, acompañando al educando en su proceso de búsqueda. El maestro neutro a quien le dedica su libro, es aquel que dice que no es político sino "objetivo" y que no toma partido por nada. Nidelcoff dice que sin saberlo concientemente, sirve al sistema y colabora con el maestro gendarme.
El concepto de maestro gendarme complementa  al de "educación bancaria" de Paulo Freire, excesivamente centrado en el rol del maestro, que impone las reglas estableciendo una relación de opresor-oprimido en la realidad social que fortalece el orden establecido y se da como una invasión cultural. Se caracteriza por un programa lleno de contenidos incoherentes, un saber medido en cantidad de la información y por una adaptación pasiva que elimina la creatividad y la conciencia crítica e impide el diálogo. Este modelo es repetitivo, individualista, dogmático, autoritario y conservador, en el que el "maestro gendarme" pretende, "con una postura acrítica, mantener la estructura social, el régimen imperante, la opresión intelectual, la alienación".
La obra de Nidelcoff tuvo como objetivo formar educadores comprometidos. Las líneas generales para la realización del "maestro pueblo" incluyen vivir plenamente, explotar sus posibilidades, valorizar la comunicación y sus componentes afectivos, estar conscientes de los conflictos de clases, y temas como la paz, la defensa del medio ambiente o la justicia social. Debe ser sensible a la problemática de la mujer, los derechos humanos, la creatividad, lo divertido. Finalmente, estar abiertos al  descubrimiento personal partiendo de la experiencia del alumno.

### Influencia de su pensamiento
La influencia del libro de Nidelcoff , se puede valorar por las numerosas referencias 
al mismo, especialmente en educadores de Brasil, donde es presentada como educadora latinoamericana destacada, se recuerda su propuesta de reflexión política y crítica: Maestro pueblo o maestro gendarme, su cuestionamiento a la educación actual, o la necesidad de diálogo en la práctica pedagógica.
De Nidelkoff se destaca la concepción del docente como productor de conocimientos. Muchos profesores se describen a sí mismos como “maestro pueblo”, cuyos representantes emblemáticos –en esta escuela- son Paulo Freire y Nildecof.  En una experiencia de educación popular se propone, como lo plantea Nidelcoff, un “maestro-pueblo” que asuma estar con el grupo acompañando su experiencia cotidiana y su condición de opresión. Si el modelo no funciona hay que atreverse a pensar en utopías.
Fue una época de experiencias educativas fuertes y diversas, propiciadas o desarrolladas a partir o a pesar de contextos peculiares de naturaleza social, intelectual y política, destacando el libro de Nidelcoff por el planteo de dos prototipos enfrentados de maestros: el gendarme, que vigila “las fronteras de clase en nuestra sociedad” y el maestro pueblo, que actúa convencido que “el sentido de su trabajo es ayudar al pueblo a descubrir, a expresarse, a liberarse”.
La lectura de este libro era difundida desde el Sindicato de los Trabajadores de la Educación de Rosario como formación ideológica, en una generación de Maestro Pueblo, Maestro Gendarme con la que se identificaba la gremialista docente Graciela Elina Teresa Lo Tufo secuestrada desaparecida en 1977.

### La primera editorial
La primera edición del libro (1974) la realizó Editorial Biblioteca Popular Constancio C. Vigil de Rosario, intervenida por la última dictadura cívico militar en 1977 y su comisión directiva secuestrada.
La Biblioteca Popular Constancio C. Vigil fue una de las experiencias educativas y populares más importantes de Latinoamérica: contaba con 19.639 socios, sus escuelas con 2.956 alumnos que podrían disfrutar sus 100.000 libros, de los cuales 47.500 fueron quemados por la última dictadura cívico militar. Precisamente, en parte, este libro fue "prueba de subversión" para el régimen que aniquiló la experiencia histórica de dicha Biblioteca en la Rosario.
En el año 2019 la misma editorial publicó la tercera edición ampliada con textos de Natalia García, Mariana Caballero y Laura Bravi.

## Reconocimiento
En 2015 las escuelas de toda Santa Fe sugirieron a Nidelkoff entre los nombres de 96 referentes educativos que hacen a la tradición pedagógica provincial, para ser destacados en el acto central presido por el gobernador de Santa Fe.

## Actualidad
En 1976 Nidelcoff se establecíó en Madrid, junto a quien luego sería su esposo Néstor García, cura secularizado e integrante del movimiento Sacerdotes para el Tercer Mundo (Rosario), expulsado de Argentina el mismo año, luego de terrible secuestro y tortura. Allí revalidó su título y trabajo como docente hasta su jubilación en el instituto de Formación Profesional San Roque II (actual IES Renacimiento), primero a nivel primario y luego en una escuela técnica en Carabanchel Bajo, un barrio popular de Madrid. Su casa de Madrid estuvo siempre abierta a muchos argentinos que tuvieron que exiliarse después del último golpe cívico militar, con quienes desarrollaron una activa solidaridad.